# 天国のポスト
天国のポスト（てんごくのポスト）は信越放送ラジオ（SBCラジオ）で2004年4月から毎週土曜日15:50-16:00に放送されているラジオのミニ番組である。
番組ではリスナーから家族、親戚、友人、恩師など、現在は死亡してこの世にいない故人に対する手紙とその思い出の音楽を募集し、それを毎回「配達人」（番組パーソナリティー）が朗読して、故人の冥福を偲ぶというものである。

## 出演者（配達人）
- 山本學（2004年4月 - 2005年9月）[1]
- 小林完吾（2005年10月 - 2006年9月）[1]
- 小林節子（2006年10月 - ）[1]

## 類似番組
- 天国への手紙（2002年 - 2008年、青森放送ラジオ）
  - 北海道函館市のFMいるかでも同名のタイトルで『天国への手紙』が組まれている。